# Opa (interjección)
Opa (en griego: ώπα) es una interjección frecuente en el Mediterráneo. Se usa a menudo en celebraciones como bodas o bailes tradicionales griegos. En la cultura griega, la interjección acompaña a veces a la rotura festiva de platos. También se puede usar para expresar entusiasmo, shock o sorpresa, o después de cometer un error.
Opa también se usa en Italia y Albania, y en algunos países eslavos del sur, como Serbia, Croacia y Macedonia del Norte como expresión de sorpresa, o en sus bailes tradicionales. En la cultura judía se usa para el mazel tov. Los árabes e israelitas del Mediterráneo Oriental a veces lo pronuncian como «obah» (en árabe, por la ausencia del sonido /p/), y usan la expresión sobre todo cuando juegan con niños o los levantan en brazos (en español «¡aúpa!»).
Opa también se usa en Brasil y Portugal, con la variante menos usada epa. Opa (o epa) se puede usar también para llamar la atención de alguien (como «¡eh!» en español). En las culturas rumana (hopa) y rusa (опа) se usa mientras se está muy concentrado en una acción, durante la espera de una resolución feliz de la acción o cuando acaba, por ejemplo, mientras se lanza una pelota de baloncesto a la canasta, o cuando se coge en brazos a un niño.